# Jaroslav Řezáč
Jaroslav Řezáč (Jičín, 1886. február 6. – Prága, 1974. május 29.) csehszlovák olimpikon, Európa-bajnok jégkorongozó kapus.

## Életpályája
Részt vett az 1924-es téli olimpián. Először kanadai válogatottól megsemmisítő 30–0-s vereséget szenvedtek el, majd a svéd válogatottól 9–3-ra kaptak ki, csak a svájci válogatottat tudták legyőzni 11–2-re. Így harmadikok lettek a csoportban és nem jutottak tovább és végül az ötödik helyen végeztek.
Részt vett az 1928-as téli olimpián, mint cserekapus és ezért nem kapott játéklehetőséget.
Több jégkorong-Európa-bajnokságon is játszott. Az 1922-es jégkorong-Európa-bajnokságon aranyérmesek lett. Az 1923-as jégkorong-Európa-bajnokságon bronzérmes, az 1929-es jégkorong-Európa-bajnokságon aranyérmesek lettek.
Tagja a Cseh Jégkorong Hírességek Csarnokának.